# Ясенки (Винницкая область)
Ясенки (укр. Ясенки) — село на Украине, находится в Липовецком районе Винницкой области.
Код КОАТУУ — 0522283605. Население по переписи 2001 года составляет 517 человек. Почтовый индекс — 22536. Телефонный код — 4358.
Занимает площадь 1,39 км².

## Адрес местного совета
22534, Винницкая область, Липовецкий р-н, с. Лукашовка, ул. Первомайская, 1